# TipikVision
TipikVision (anciennement PureVision) est une chaîne de télévision thématique publique de la Communauté française de Belgique appartenant au groupe public Radio-télévision belge de la Communauté française (RTBF).

## Histoire de la chaîne
En 2013, PureVision fait ses premiers pas en tant que Web TV diffusant la même programmation que Pure FM en y ajoutant les webcams du studio et des clips.
Au 31 août 2015, PureVision devient une chaîne de télévision tout en gardant le même principe.
En septembre 2020, La Deux et Pure fusionnent pour former Tipik, PureVision devient dès lors TipikVision.

## Identité visuelle

Logo entre 2013 et 2020.

## Programmation
- Matin Première de 6 h à 9 h, issu de la radio La Première.
- De 9 h à 6 h le lendemain, les programmes de Pure FM

## Diffusion
La chaîne est diffusée sur l’ensemble du territoire de la Communauté française :
Câble
- Voo : chaîne 133
- Numericable : chaîne 264
- Telenet Bruxelles : chaîne 13

ADSL
- Proximus TV : chaîne 180